# Chobera impube
Chobera impube is een vlinder van de familie van de grasmotten (Crambidae). De wetenschappelijke naam van deze soort is voor het eerst voorgesteld als Thliptoceras impube door Dan-Dan Zhang in een publicatie uit 2014.

## Verspreiding
De soort komt voor in China (Guangdong).

## Type
- holotype: "male, 1.VI.2008. leg. Jia Feng-long, genitalia slide No. HFX08193"
- instituut: IESYU, Guangzhou, China
- typelocatie: "China, Guangdong, Mt. Danxiashan, 25°04'N, 113°64'E, Shaoguan County, alt. 408 m"